# Hélène Fischer
Pour les articles homonymes, voir Fischer.
Ne doit pas être confondu avec Helene Fischer.
Hélène Fischer est une physicienne, vulgarisatrice scientifique et enseignante-chercheuse française travaillant à l'Université de Lorraine de Nancy en Meurthe-et-Moselle,.
Elle est membre de l'équipe Nanomagnétisme et Électronique de spin et chargée de mission vulgarisation scientifique au sein de l’Institut Jean Lamour, unité mixte de recherche CNRS - Université de Lorraine.

## Biographie
Hélène Fischer est élève à l'ENS Cachan où elle est agrégée de sciences physiques en 1991. En 1995 elle obtient son doctorat de Physique et un poste de maîtresse de conférences à l'Université de Nancy 1. Ses recherches portent sur la croissance cristalline de nouveaux matériaux magnétiques et le nanomagnétisme. De 1996 à 2011, elle est responsable de la préparation à l'épreuve écrite de physique du CAPES et de l'agrégation de physique-chimie à l'Université de Nancy 1.
Hélène Fischer s'investit dès ses études dans la vulgarisation scientifique, au Palais de la découverte à Paris, puis en proposant des conférences expérimentales portant sur des activités de recherche à destination du grand public ou des scolaires. Elle organise des évènements ponctuels (comme la nuit des ondes gravitationnelles) et réguliers (comme le concours lycéen des Olympiades de Physique France). 
En 2017, elle crée l'exposition "MAGNETICA, une exposition attirante", qui donne aux visiteurs l'occasion de découvrir les multiples facettes du magnétisme à travers des expériences. Cette exposition est destinée à une itinérance en Lorraine. Une nouvelle version intitulée "MAGNETIQUE" a spécialement été développée pour être exposée au Palais de la Découverte de novembre 2019 à novembre 2020 et itinérer en France.
En 2019, elle obtient le prix Jean-Perrin pour ses actions de vulgarisation scientifiques par la Société Française de Physique,.

## Distinctions
- Chevalière de l'ordre des Palmes académiques (2022)

## Activités
- 2015 : Organisatrice des Olympiades de Physique France
- 2015 : Présidente de la section Lorraine de la Société Française de Physique
- 2016 : Membre de la commission Culture Scientifique de la Société Française de Physique
- 2018 : Membre de l'Académie Lorraine des Sciences
- 2016-2019 : Membre du conseil d'administration de la Société Française de Physique